# Alessandro Moscardi
Alessandro Moscardi (Rovigo, 26 marzo 1969) è un ex rugbista a 15, dirigente sportivo e architetto italiano, il cui ruolo in carriera era quello di tallonatore (e, occasionalmente, anche di pilone).

## Biografia
Cresciuto nel Rovigo, con tale club esordì in campionato e vinse un titolo nazionale; rimase nel club rodigino fino al 1996, quando si trasferì al Benetton Treviso.
Nell'aprile 1993 esordì in Nazionale a Coimbra contro il Portogallo in un incontro valido per la Coppa FIRA 1992-94; fu la prima di 45 partite, delle quali 20 da capitano.
Prese parte anche alla Coppa del Mondo di rugby 1999 in Galles e fu capitano al Sei Nazioni 2002, nel corso del quale chiuse la sua carriera azzurra (a Roma) contro l'Inghilterra.
Con il Benetton Treviso vinse cinque titoli di campione d'Italia e una Coppa Italia, prima di passare all'Amatori Conegliano nel 2003 e lì chiudere la carriera al termine della stagione.
Collabora saltuariamente con Sky Sport come commentatore televisivo degli incontri di rugby trasmessi da tale rete.
Di professione architetto, nel 2003, anno in cui terminò la sua carriera professionistica per passare dilettante al Conegliano, fu tesserato come dirigente dal Benetton Treviso, che lo candidò a consigliere federale presso la Federazione Italiana Rugby; dal 2009 fa parte della struttura dirigenziale del Rugby Mogliano.

## Palmarès
- Campionati italiani: 6
Rovigo: 1989-90
Benetton Treviso: 1996-97; 1997-98; 1998-99; 2000-01; 2002-03.
- Coppe Italia: 1
Benetton Treviso: 1997-98